# ادموند بروگمن
ادموند بروگمن (فرانسوی: Edmund Bruggmann‎ ۱۵ آوریل ۱۹۴۳ – ۹ ژوئن ۲۰۱۴) ورزشکار اسکی آلپاین اهل سوئیس بود.
وی در مسابقات کشوری و بین‌المللی در مجموع برندهٔ ۱ مدال نقره شده‌است.